# Le Terrible (1933)
Le Terrible – francuski duży niszczyciel z okresu II wojny światowej.

## Historia budowy
„Le Terrible” został zbudowany jako jeden z sześciu nowych dużych niszczycieli (w nomenklaturze francuskiej contre-torpilleurs) typu Le Fantasque dla Marine Nationale. Jednostki te były rozwinięciem wcześniejszych konstrukcji, określanych wspólną nazwą typu 2400-tonowego i były przeznaczone głównie do zwalczania lekkich sił nawodnych przeciwnika. Od poprzedników różniły się zewnętrznie zastosowaniem dwóch szerokich kominów w miejsce dotychczasowych czterech wąskich. Charakteryzowały się wielką szybkością przy przeciętnym zasięgu oraz silnym uzbrojeniem artyleryjskim i torpedowym. Na próbach „Le Terrible” osiągnął prędkość 45,029 węzłów, co było wówczas rekordem dla jednostek tej wielkości. 
Stępkę pod budowę „Le Terrible” położono w stoczni Ateliers et Chantiers de la Loire w Nantes 8 grudnia 1931 roku. Wodowanie niszczyciela nastąpiło 30 listopada 1933 roku, zaś wejście do służby 1 marca 1936 roku.

## Przebieg służby
Swą służbę w Marine Nationale „Le Terrible” rozpoczął tworząc wraz z bliźniaczymi „Le Fantasque” i „L'Audacieux” 10. Dywizjon Lekki (franc. Division Légère, wkrótce przemianowany na 10. Dywizjon Niszczycieli), stacjonujący w Breście. Nosił wtedy numery burtowe „12” a następnie „X 103”.
Wkrótce po wybuchu II wojny światowej „Le Terrible” został skierowany na Atlantyk jako część zespołu francuskich okrętów, poszukujących działających tam niemieckich rajderów. W ramach tej operacji zespół składający się z ciężkiego krążownika „Dupleix” i niszczycieli „Le Terrible” i „Le Fantasque” przechwycił dwa zdążające do portów III Rzeszy niemieckie statki handlowe: 16 października 1939 roku „Halle”, który po wykryciu został zatopiony przez własną załogę oraz 25 października „Santa Fe”, zdobyty i poprowadzony jako pryz do portu w Dakarze.
Po ataku Niemiec na Francję w 1940 roku niszczyciel powrócił na wody francuskie. W momencie podpisania rozejmu w Compiègne 22 czerwca 1940 roku znajdował się wraz z większą częścią floty francuskiej w Mers el-Kebir, gdzie okręty zostały 3 lipca zaatakowane przez siły Royal Navy. „Le Terrible” opuścił bazę jako eskorta pancernika „Strasbourg” i dotarł do portu w Tulonie. Pozostawał tam do początku 1941 roku, kiedy został przebazowany do Dakaru.
W listopadzie 1942 roku Alianci przeprowadzili operację desantową we francuskich posiadłościach w Afryce Północnej. Jej efektem była kapitulacja floty stacjonującej w Dakarze i jej przejście na stronę Wolnych Francuzów. Na mocy porozumienia amerykańsko-francuskiego, „Le Terrible” i „Le Fantasque” udały się w styczniu 1943 roku do Stanów Zjednoczonych, aby w stoczni w Bostonie przejść remont połączony z modernizacją. Polegała ona przede wszystkim na wzmocnieniu uzbrojenia przeciwlotniczego (odtąd „Le Terrible” posiadał sześć działek Bofors kal. 40 mm i dziesięć Oerlikon kal. 20 mm) kosztem demontażu jednej potrójnej wyrzutni torpedowej, zamontowaniu sonaru i radarów produkcji amerykańskiej oraz powiększeniu zbiorników paliwa dla uzyskania większego zasięgu. Po modernizacji okręty zostały oficjalnie przeklasyfikowane na lekkie krążowniki. „Le Terrible” opuścił wschodnie wybrzeże Stanów Zjednoczonych 29 czerwca 1943 roku i skierował się na Gwadelupę a następnie na Morze Śródziemne.
Jeszcze w 1943 roku „Le Terrible” działał bojowo na Morzu Śródziemnym, ostrzeliwując cele na wybrzeżu Sycylii w ramach wsparcia dla walczących tam wojsk a następnie biorąc udział w wyzwalaniu Korsyki. W związku z problemami z siłownią okręt został poddany remontowi, podczas którego wykorzystano do jego naprawy części z wraku bliźniaczego „L'Audacieux” (zatopiony 23 września 1940 roku w Dakarze, został później wydobyty i przeholowany do Bizerty, gdzie ponownie zatopiły go samoloty alianckie). Następnie okręt powrócił do działań na Morzu Śródziemnym. 29 lutego 1944 roku wraz z „Le Malin” zatopił niemiecki statek „Kapitän Diedrichsen” wraz z eskortującym go UJ-201 (dawna włoska korweta „Egeria” typu Gabbiano), uszkadzając dwa inne niszczyciele eskorty. Francuskie jednostki działały na Morzu Śródziemnym przez cały 1944 rok, dezorganizując niemiecką żeglugę na tym akwenie. W sierpniu brały udział w lądowaniu w południowej Francji. 25 grudnia 1944 roku „Le Terrible” został w okolicy Neapolu przypadkowo staranowany przez „Le Malin”, tracąc ośmiu członków załogi. Okręt został poddany remontowi w Bizercie i nie wrócił do służby przed zakończeniem działań wojennych.
Po wojnie „Le Terrible” został przeklasyfikowany na szybki eskortowiec, otrzymując numer burtowy NATO D611. Przesunięty do rezerwy, został ostatecznie wycofany ze służby w czerwcu 1962 roku i złomowany w Breście.